# TVG Großsachsen
| Größte Erfolge: | Größte Erfolge: |
| --- | --------------- |
| - Handball: - Meister der Handball-Oberliga Baden-Württemberg der Männer (BWOL) und Aufstieg in die 3. Liga 2010 und 2012 - Ringtennis: - Herreneinzel Deutsche Meister 1965, 1975 - Herrendoppel Deutsche Meister 1975 - Mixed Deutsche Meister 1965 - Dameneinzel Deutsche Meister 1966, 1967 |                 |

Der TVG Großsachsen (Turnverein Germania Großsachsen) ist ein Sportverein in Großsachsen, einem Ortsteil der nordbadischen Gemeinde Hirschberg an der Bergstraße; er ist knapp vor der SG Leutershausen der größte Hirschberger Sportverein. Der Verein wurde 1890 gegründet.
Im Leistungssportbereich ist der TVG durch Erfolge im Ringtennis und im Handball überregional bekannt geworden. Von den 1300 Mitgliedern nehmen etwa 450 die Angebote der Handballabteilung wahr (Stand 2011).

## Handball
Die erste Herrenmannschaft des TVG Großsachsen spielt aktuell (Stand: Saison 2017/18) in der Oststaffel der 3. Liga.
Die Handballabteilung wurde 1930 gegründet. Nach langjähriger Zugehörigkeit zur Badenliga (seit Saison 1981/82) stieg die Herrenmannschaft des TVG 2005 als Badenliga-Meister in die viertklassige baden-württembergische Oberliga (BWOL) auf. Dort konnte sich die Mannschaft mehrere Jahre gut halten, bis sie 2010 ihren bis dahin größten Erfolg mit der Meisterschaft in der BWOL und dem Aufstieg in die 3. Liga feiern konnte. Die Klasse konnte nicht gehalten werden und Großsachsen musste am Ende der Saison 2010/11 wieder in die BWOL absteigen. Direkt im folgenden Jahr gelang dort aber erneut die Meisterschaft und damit der Aufstieg, sodass der Verein seit der Saison 2012/13 wieder in der 3. Liga antreten konnte. Trainer der Mannschaft ist Stefan Pohl (Stand 2023). Aus der 3. Liga stieg der Verein nach der Spielzeit 2021/2022 wieder ab.
Ab 2024 spielt man in der Saase³Leutershausen Handball.

## Ringtennis
Der Verein war in den 1960er und 1970er Jahren insbesondere im Ringtennis erfolgreich, nahm am Spielbetrieb der Ringtennis-Bundesliga teil und stellte erfolgreiche Einzelspieler: 1965 konnte erstmals die Deutsche Ringtennis-Meisterschaft im Herreneinzel gefeiert werden, außerdem die Deutsche Ringtennis-Meisterschaft im Mixed, die Damen wurden gleichzeitig im Damendoppel Deutsche Vizemeisterinnen. In den folgenden beiden Jahren, 1966 und 1967 wurden die Damen Deutsche Ringtennis-Meisterinnen, jeweils im Dameneinzel und im Damendoppel. 1975 stellten die Herren nochmals die Deutschen Ringtennis-Meister, im Herreneinzel und im Herrendoppel.